# Белолебяжий
Белолебяжий — посёлок в Убинском районе Новосибирской области. Входит в состав Гандичевского сельсовета.

## География
Площадь посёлка — 28 гектаров.

## История
В 1976 г. Указом Президиума ВС РСФСР посёлок фермы №3 совхоза «Гандичевский» переименован в Белолебяжий.

## Население
| 2002 | 2007 | 2010 |
| ---- | ---- | ---- |
| 109  | ↘92  | ↘51  |

## Инфраструктура
В посёлке по данным на 2007 год отсутствует социальная инфраструктура.